# Turismo na Bolívia

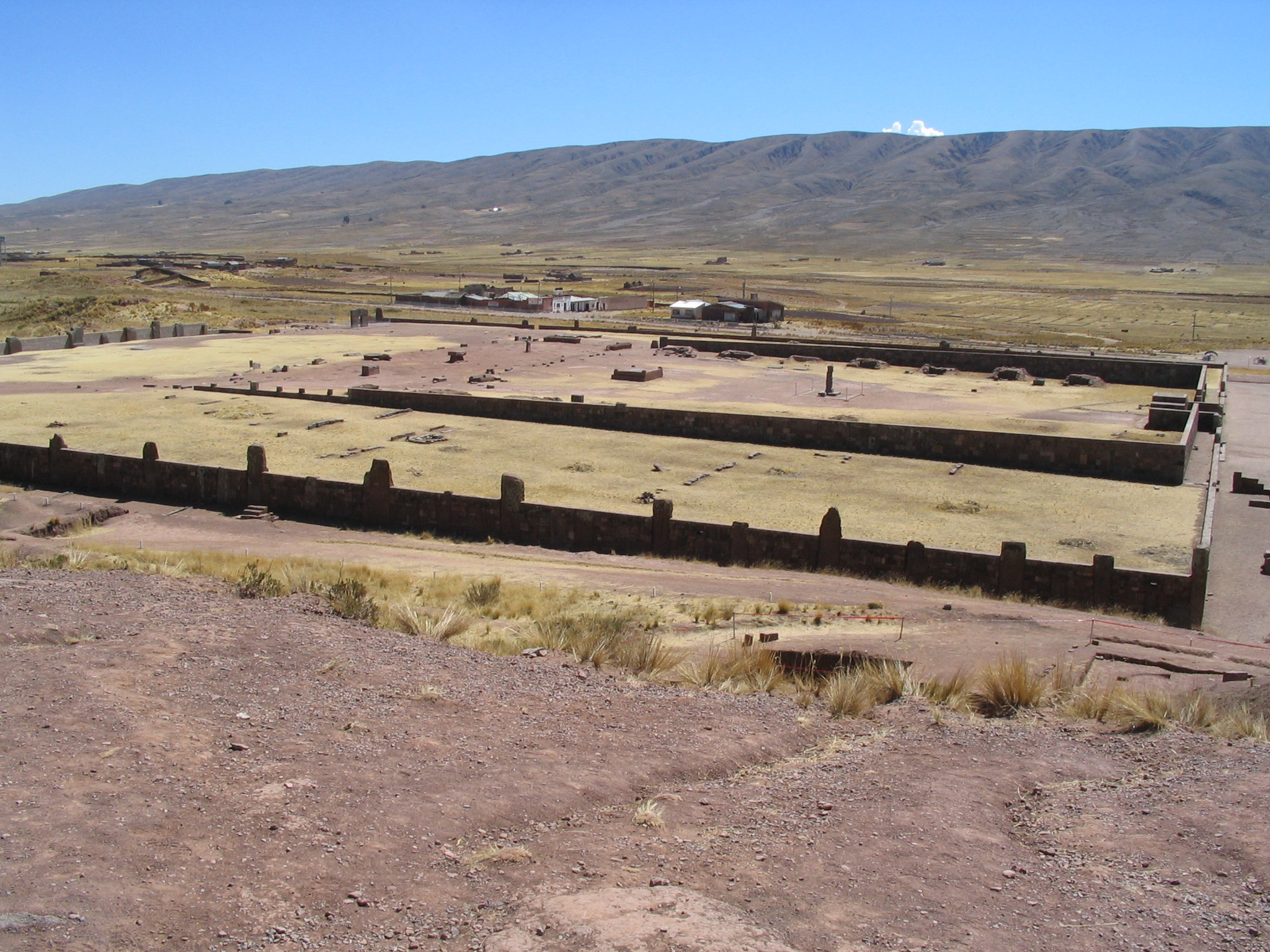
Vista parcial de Tiwanaku um dos principais destinos turísticos na Bolívia

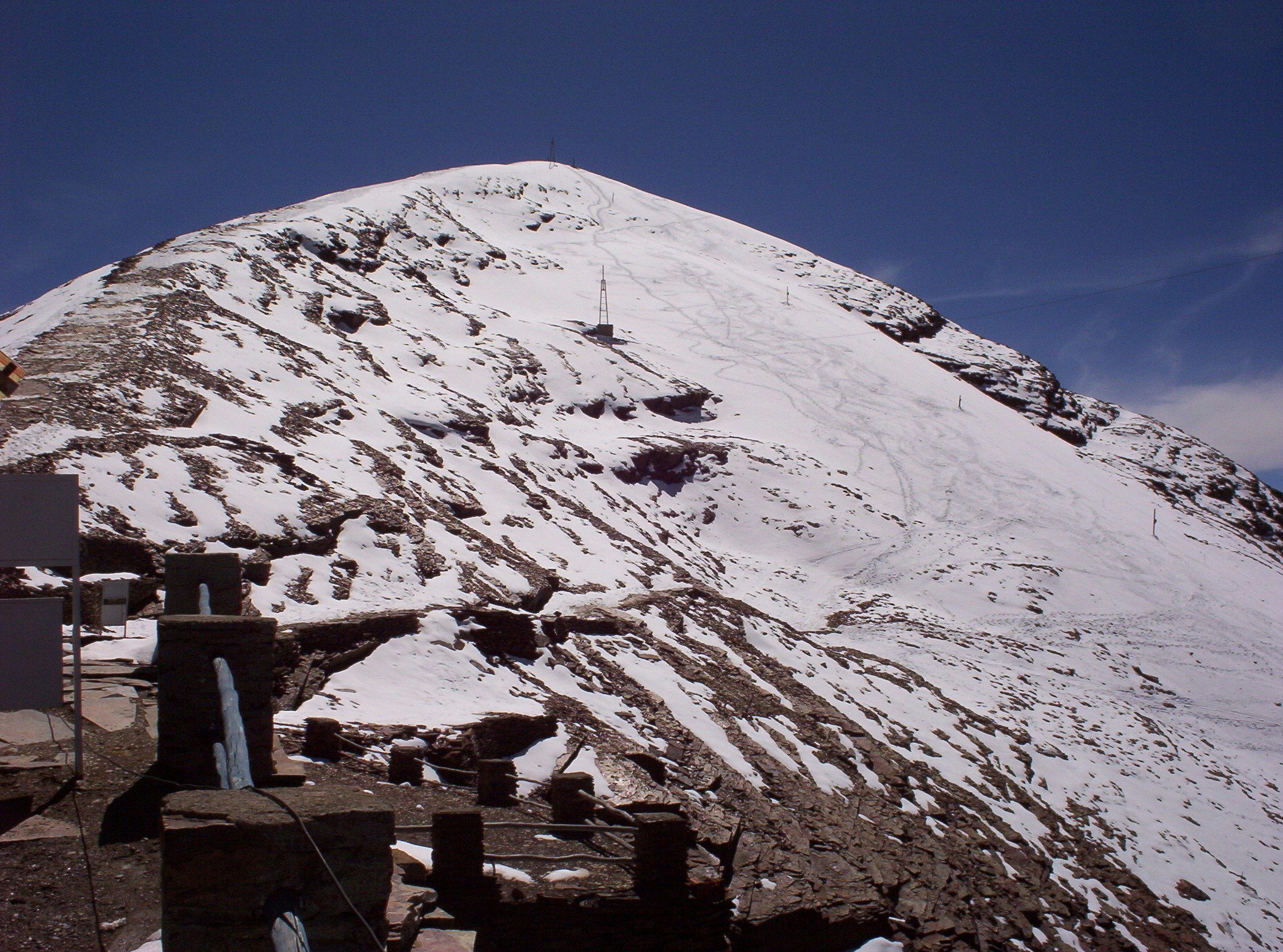
Pista de esqui Chacaltaya a 5.375 metros

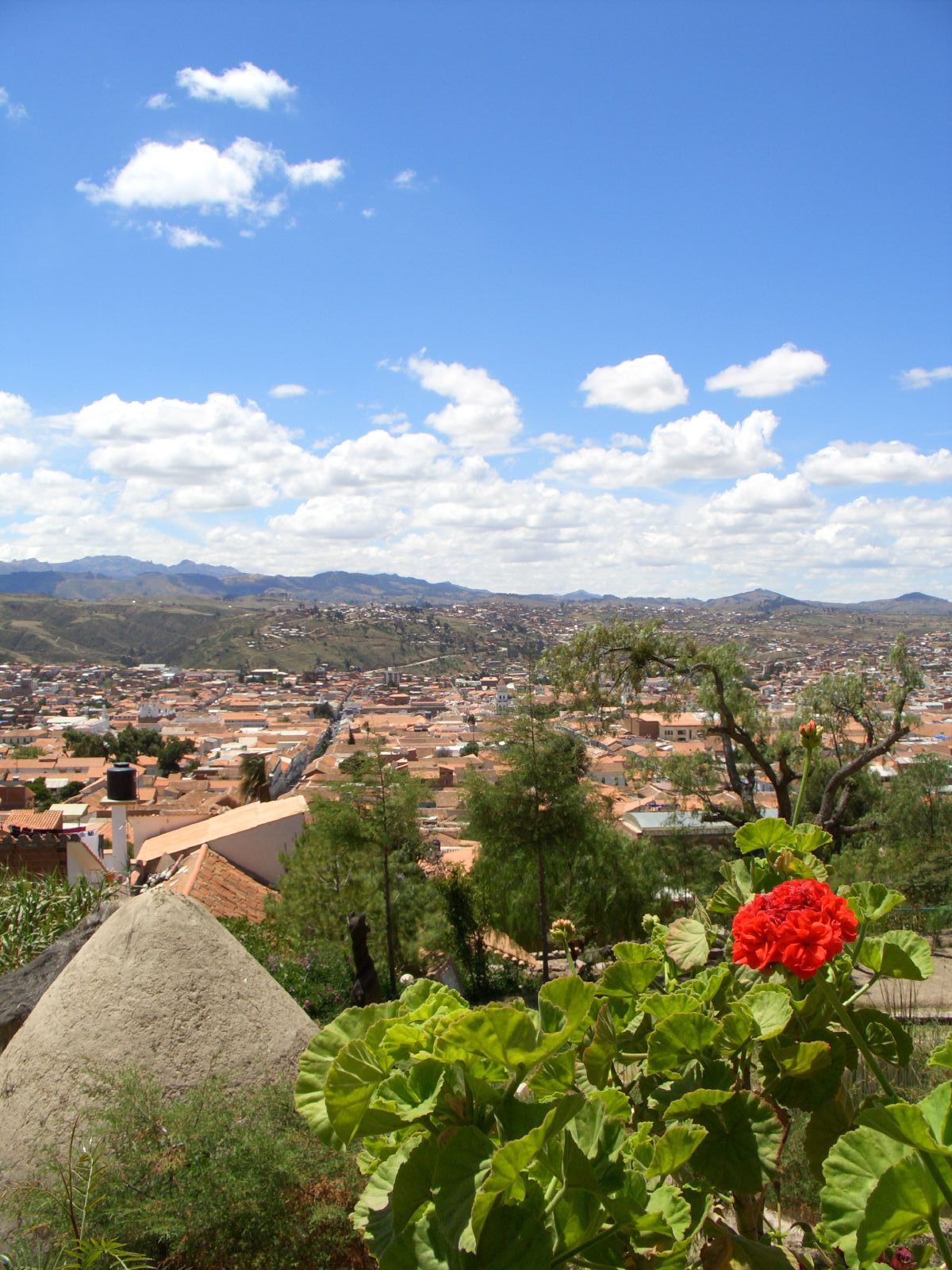
Sucre cidade Patrimônio da Humanidade

Bolívia conta com muitos pontos turístico já que é um país multi-étnico e multi-cultural e por possuir maravilhas naturais, materiais e culturais como as seguintes:
- Salar de Uyuni, a maior planície de sal do planeta.
- Lago Titicaca, o lago navegável mais alto do mundo situado na Bolívia e Peru.
- Tiwanaku, um dos berços da civilização humana.
- A Floresta Amazônica, a maior floresta do mundo, situada principalmente no Brasil mas também nos países vizinhos.
- Parque Nacional Noel Kempff Mercado.
- As Missões jesuíticas da Bolívia, as únicas missões vivas em toda a América.
- Forte de Samaipata, um forte dos incas onde delimitava o antigo império, declarada como Património da Humanidade pela UNESCO.
- Os Andes, a cordilheira mais larga do mundo, atravessando todo o litoral pacífico da América do Sul.
- Chacaltaya, a pista de esqui mais alta do mundo.
- O Nevado Sajama, a montanha mais alta do país com o bosque mais alto do mundo.
- O Salar de Coipasa
- Lagoas de cores como a Laguna Verde, junto um dos vulcões mais ativos e altos do mundo localizado em Licancabur e no lago de Colorada santuário dos flamencos andinos.
- Cidade Histórica de Potosí, com seu Cerro Rico antigamente o maior nascimento de plantas do mundo.
- Cidade Histórica de Sucre, capital dos quatro nomes que levantaram o primeiro grito libertário da América, com sua universidade uma das mais antigas e prestigiadas do continente.